# Moss (llengua musical)
Moss és una llengua musical dissenyada pel compositor Jackson Moore. Té una fonologia basada en distincions melòdiques elementals, un lèxic i una gramàtica senzills inspirats en els pidgins. Moore ensenya Moss a la Universitat de la Fundació Bruce High Quality, una institució no acreditada.